# Lorenzo Barreto
Lorenzo Barreto – piłkarz urugwajski, pomocnik, napastnik.
Jako piłkarz klubu Central Montevideo wziął udział w turnieju Copa América 1947, gdzie Urugwaj zajął trzecie miejsce. Barreto zagrał w trzech meczach - z Boliwią, Paragwajem (w 80 minucie zmienił na boisku Hosiriza Romero) i Ekwadorem (tylko w drugiej połowie - w przerwie meczu zmienił Hosiriza Romero).